# برنارد هاريسون
برنارد هاريسون (بالإنجليزية: Bernard Harrison)‏ (28 سبتمبر 1934 بوستر في المملكة المتحدة - 18 مارس 2006 في المملكة المتحدة) هو لاعب كريكت ولاعب كرة قدم بريطاني في مركز الهجوم. شارك مع منتخب إنجلترا للكريكت. أما مع النوادي، فقد لعب مع كريستال بالاس ونادي إكزتر سيتي ونادي بورتسموث ونادي ساوثهامبتون وDorchester Town F.C. ‏ وWinchester City F.C. ‏ ونادي أندوفر ‏ ونادي بول تاون وPortals Athletic F.C. ‏.

## وصلات خارجية
- برنارد هاريسون على موقع أرشيف الشارخ.
- برنارد هاريسون على موقع إي آس بي آن كريك إنفو (الإنجليزية)